# 日本白内障学会
日本白内障学会（にほんはくないしょうがっかい、英文名 The Japanese Society for Cataract Research 略称JSCR ）は、日本における白内障の研究・診療の進歩および外国との交流をはかる目的で1964年に創立された学会。会員数は約500名。
事務局を金沢医科大学眼科学講座内に置いている。

## 事業
学術集会、会誌の発行など

## 沿革
概略
- 1964年 - 第18回臨床眼科学会の際にグループディスカッションとして誕生。
- 1978年 - 充実した学術集会となってきたため日本白内障研究会に改称。

白内障の基礎および臨床の研究成果が活発に報告されるようになる。研究会では、超音波乳化吸引術を含めた手術術式や合併症、眼内レンズの臨床成績などが報告される。
- 1984年 - 日本白内障学会に改称。
- 1988年 - 立派な研究を発表した若手研究者を対象に学術奨励賞の授与を開始。
- 2002年 - 継続した学会活動が評価され、日本学術会議から学術研究団体として登録される。
- 2004年 - 「白内障診療ガイドライン」を作成。

## 機関誌
- 『日本白内障学会誌』　年1回